# Guadalaxara (província)
Guadalaxara (em castelhano, Guadalajara) é uma província situada na parte Norte da comunidade autónoma de Castela-Mancha, no centro da Espanha. Faz fronteira com as províncias de Cuenca, Madrid, Sória, Saragoça e Teruel. Dos seus 213.505 habitantes quase 36% vive na capital, Guadalaxara. Existem 288 municípios, dos quais mais de três quartos são aldeias com populações inferiores a 200.
Veja a lista de municípios de Guadalajara e a cidade medieval de Pastrana.